# Frank Zaitz
Frank Zaitz (izgovori, zájc), (tudi Zajec), slovenski publicist in urednik, * 18. september 1888, Ljubljana, † 10. september 1967, Ljubljana.

## Življenje in delo
V Ljubljani je obiskoval ljudsko šolo, nato delal na domači kmetiji in 3 leta pri gradbenikih. V prostem času je veliko bral in se sam izobraževal. Aprila 1907 je odšel v ZDA, delal v topilnici rude v Pueblu (Kolorado) do jeseni istega leta, ko so jo zaradi krize zaprli, potoval iz kraja v kraj, našel začasne zaposlitve pri gradnji predorov, v rudnikih in topilnicah barvastih kovin, pri čemer je obolel. Od 1914 je živel v Chicagu, delal v kemični tovarni in drugje, 1918 je krajši čas nadomeščal pri listu Prosveta pomožnega urednika, 1919 prišel k socialnemu tedniku Proletarec za upravnika, od julija 1920 (po odhodu E. Kristana) in dokler je list izhajal (do 6. februarja 1952) pa mu bil urednik. V letih 1920−1950 je urejal tudi Ameriški družinski koledar, 1933-1945 Majski glas, ter 1953-1957 Prosveto in The Voice of Youth. Zaitz se uvršča med najvidnejše slovenske časnikarje in urednike v ZDA. V slovensko ameriške liste je dopisoval že od 1910, zelo veliko pa je pisal po 1920 v časopisje, ki ga je urejal, npr. tedenske uvodnike za Proletarca in dnevne članke za Prosveto (komentarje, zgodovinske, statistične in spominske članke o izseljenstvu, preglede slovenskega in jugoslovanskega  časopisja v ZDA). Kot socialist je bil med vidnimi člani Jugoslovanske socialistične stranke in SNPJ. Med 2. svetovno vojno je bil član SANS. Umrl je v Ljubljani, ko je bil na obisku v domovini.
Pisal je tudi poezijo in prozo. Njegova poezija, predvsem so to pesmi v prozi, in proza se omejujeta na proletarsko tematiko z močnim propagandnim sporočilom, Pisal je tudi avtobiografske sestavke.